# Oecetis eburnea
Oecetis eburnea är en nattsländeart som beskrevs av Schmid 1961. Oecetis eburnea ingår i släktet Oecetis och familjen långhornssländor. Inga underarter finns listade i Catalogue of Life.